# カバーニャス県
カバーニャス県(カバーニャスけん、スペイン語：Departamento de Cabañas)は、エルサルバドル北中部の県。
2016年の人口は16万5535人で、14県中14位。
面積は1103.5km2で、14県中12位。
人口密度は150人/km2。
県都はセンスンテペケ。
1873年2月に設置された。

## 人口
- 1992年9月27日：13万8426人
- 2007年6月30日：15万5892人
- 2012年6月30日：15万8860人
- 2016年6月30日：16万5535人

## 隣接県
- 北：レンピーラ県
- 北東：インティブカ県
- 東：サン・ミゲル県
- 南：サン・ビセンテ県
- 西：クスカトラン県
- 北西：チャラテナンゴ県

## 歴史
遅くとも1735年には、青い染料のインディゴが大量生産されていた。
18世紀前半から、エルサルバドル有数の陶芸都市のイロバスコは、多くのクレオールやスペイン人を国中から集めた。
19世紀始めまでに、イロバスコには市場や薬局、鍛冶屋、馬具屋が登場した。
1871年、名前の由来になった中米の英雄のホセ・トリニダード・カバーニャスが亡くなった。
1911年のカバーニャス県には、センスンテペケ市とイロバスコ市に加えて5つの町が存在した。

## 地理
- ジボア川（英語版）
- チチフアパ川（英語版）
- レンパ川（英語版）[8]

## 文化
毎年12月4日に、センスンテペケで守護聖人の聖バルバラを祭る。

## 自治体
人口は2016年6月30日の値。
1. イロバスコ（英語版）：7万2262人
2. センスンテペケ（英語版）：4万3123人(県都)
3. ビクトリア（英語版）：1万2782人
4. テフテペケ（英語版）：8110人
5. サン・イシドロ（英語版）：8002人
6. グアコテクティ（英語版）：6853人
7. ドロレス（英語版）：6700人
8. フティアパ（英語版）：6326人
9. シンケラ（英語版）：1377人

## 気候
| センスンテペケの気候   | センスンテペケの気候 | センスンテペケの気候 | センスンテペケの気候 | センスンテペケの気候 | センスンテペケの気候 | センスンテペケの気候 | センスンテペケの気候 | センスンテペケの気候 | センスンテペケの気候 | センスンテペケの気候 | センスンテペケの気候 | センスンテペケの気候 | センスンテペケの気候 |
| 月                     | 1月                  | 2月                  | 3月                  | 4月                  | 5月                  | 6月                  | 7月                  | 8月                  | 9月                  | 10月                 | 11月                 | 12月                 | 年                   |
| ---------------------- | -------------------- | -------------------- | -------------------- | -------------------- | -------------------- | -------------------- | -------------------- | -------------------- | -------------------- | -------------------- | -------------------- | -------------------- | -------------------- |
| 平均最高気温 °C （°F） | 30.3 (86.5)          | 30.1 (86.2)          | 32 (90)              | 32.2 (90)            | 30.8 (87.4)          | 29.5 (85.1)          | 30.1 (86.2)          | 30 (86)              | 29 (84)              | 29.1 (84.4)          | 29.0 (84.2)          | 29.5 (85.1)          | 32.2 (90)            |
| 日平均気温 °C （°F）   | 22.2 (72)            | 22.8 (73)            | 23.8 (74.8)          | 24.5 (76.1)          | 24.2 (75.6)          | 23.3 (73.9)          | 23.3 (73.9)          | 23.2 (73.8)          | 22.8 (73)            | 22.8 (73)            | 22.4 (72.3)          | 22.0 (71.6)          | 22 (72)              |
| 平均最低気温 °C （°F） | 16.3 (61.3)          | 16.8 (62.2)          | 17.7 (63.9)          | 19 (66)              | 20.0 (68)            | 19.60 (67.28)        | 19.10 (66.38)        | 19.3 (66.7)          | 19.4 (66.9)          | 19.00 (66.2)         | 17.90 (64.22)        | 16.90 (62.42)        | 16.90 (62.42)        |
| 出典：                 |                      |                      |                      |                      |                      |                      |                      |                      |                      |                      |                      |                      |                      |

## 経済
55%以上の県民が貧困層で、これは14県中2番目に多い。

### 農業・食品
- 珈琲
- 砂糖黍
- 胡麻
- 乳製品
- チーズ
- ライム
- 蒸留酒
- インディゴの染料
- 牛
- 豚
- 馬
- 驢馬
- 騾馬
- 山羊

### 鉱業
環太平洋鉱業最大のエル・ドラード(黄金郷)鉱山が有る。
- 金
- 銀
- 銅[10]。

### その他
- 陶器